# Alize Johnson
Alize DeShawn Johnson (Williamsport, 22 aprile 1996) è un cestista statunitense, di ruolo ala grande.

## Carriera
È stato selezionato dagli Indiana Pacers al secondo giro del Draft NBA 2018 (50ª scelta assoluta).

## Statistiche

### NCAA
| Anno      | Squadra            | PG | PT | MP   | TC%  | 3P%  | TL%  | RP   | AP  | PRP | SP  | PP   |
| --------- | ------------------ | -- | -- | ---- | ---- | ---- | ---- | ---- | --- | --- | --- | ---- |
| 2016-2017 | Missouri St. Bears | 33 | 33 | 30,2 | 48,8 | 38,8 | 67,7 | 10,6 | 1,9 | 0,6 | 0,2 | 14,8 |
| 2017-2018 | Missouri St. Bears | 33 | 33 | 31,2 | 43,0 | 28,1 | 75,9 | 11,6 | 2,8 | 0,5 | 0,4 | 15,0 |
| Carriera  | Carriera           | 66 | 66 | 30,7 | 45,7 | 32,5 | 71,6 | 11,1 | 2,4 | 0,5 | 0,3 | 14,9 |

#### Massimi in carriera
- Massimo di punti: 30 vs Indiana State (31 dicembre 2016)[1]
- Massimo di rimbalzi: 21 vs Drake (18 febbraio 2017)
- Massimo di assist: 7 (2 volte)
- Massimo di palle rubate: 3 vs North Dakota State (27 novembre 2016)
- Massimo di stoppate: 4 vs Indiana State (6 febbraio 2018)
- Massimo di minuti giocati: 42 vs Southern Illinois-Carbondale (14 febbraio 2018)

### NBA

#### Regular season
| Anno      | Squadra           | PG | PT | MP   | TC%  | 3P%  | TL%  | RP  | AP  | PRP | SP  | PP  |
| --------- | ----------------- | -- | -- | ---- | ---- | ---- | ---- | --- | --- | --- | --- | --- |
| 2018-2019 | Indiana Pacers    | 14 | 0  | 4,6  | 25,0 | 50,0 | 50,0 | 1,4 | 0,1 | 0,1 | 0,2 | 0,9 |
| 2019-2020 | Indiana Pacers    | 17 | 1  | 6,9  | 41,4 | 37,5 | 70,0 | 2,8 | 0,4 | 0,2 | 0,1 | 2,0 |
| 2020-2021 | Brooklyn Nets     | 18 | 0  | 10,5 | 58,8 | 16,7 | 100  | 5,0 | 0,8 | 0,3 | 0,3 | 5,2 |
| 2021-2022 | Chicago Bulls     | 16 | 0  | 7,6  | 52,2 | 0,0  | 57,1 | 2,3 | 0,5 | 0,2 | 0,0 | 1,8 |
| 2021-2022 | Wash. Wizards     | 3  | 0  | 6,0  | 33,3 | 0,0  | 0,0  | 4,0 | 0,0 | 0,0 | 0,0 | 1,3 |
| 2021-2022 | N.O. Pelicans     | 4  | 0  | 7,0  | 30,0 | -    | 75,0 | 3,3 | 0,3 | 0,5 | 0,0 | 2,3 |
| 2022-2023 | San Antonio Spurs | 4  | 0  | 7,5  | 50,0 | 0,0  | 50,0 | 2,5 | 0,3 | 0,3 | 0,0 | 1,8 |
| Carriera  | Carriera          | 76 | 1  | 7,5  | 48,1 | 22,7 | 71,1 | 3,0 | 0,4 | 0,2 | 0,1 | 2,5 |

#### Play-off
| Anno     | Squadra        | PG | PT | MP  | TC%  | 3P% | TL% | RP  | AP  | PRP | SP  | PP  |
| -------- | -------------- | -- | -- | --- | ---- | --- | --- | --- | --- | --- | --- | --- |
| 2020     | Indiana Pacers | 1  | 0  | 0,0 | -    | -   | -   | 0,0 | 0,0 | 0,0 | 0,0 | 0,0 |
| 2021     | Brooklyn Nets  | 5  | 0  | 4,6 | 57,1 | -   | -   | 2,6 | 0,0 | 0,6 | 0,0 | 1,6 |
| Carriera | Carriera       | 6  | 0  | 3,8 | 57,1 | -   | -   | 2,2 | 0,0 | 0,5 | 0,0 | 1,3 |

#### Massimi in carriera
- Massimo di punti: 23 vs Utah Jazz (24 marzo 2021)[2]
- Massimo di rimbalzi: 21 vs Indiana Pacers (29 aprile 2021)
- Massimo di assist: 4 vs Miami Heat (14 agosto 2020)
- Massimo di palle rubate: 3 vs Houston Rockets (12 agosto 2020)
- Massimo di stoppate: 2 (3 volte)
- Massimo di minuti giocati: 38 vs Miami Heat (14 aprile 2020)

### G League
| Anno      | Squadra        | PG | PT | MP   | TC%  | 3P%  | TL%  | RP   | AP  | PRP | SP  | PP   |
| --------- | -------------- | -- | -- | ---- | ---- | ---- | ---- | ---- | --- | --- | --- | ---- |
| 2018-2019 | F.W. Mad Ants  | 31 | 31 | 36,7 | 50,7 | 38,3 | 74,2 | 13,5 | 3,5 | 0,9 | 0,5 | 19,2 |
| 2019-2020 | F.W. Mad Ants  | 19 | 19 | 36,7 | 52,0 | 33,9 | 62,5 | 12,8 | 4,6 | 1,4 | 0,3 | 20,1 |
| 2020-2021 | Raptors 905    | 15 | 15 | 32,0 | 57,0 | 33,3 | 75,9 | 13,3 | 4,2 | 1,3 | 0,3 | 16,6 |
| 2022-2023 | Austin Spurs   | 20 | 15 | 30,6 | 57,9 | 32,1 | 66,7 | 11,0 | 2,8 | 0,6 | 0,3 | 17,2 |
| 2022-2023 | Wisconsin Herd | 11 | 8  | 32,5 | 65,3 | 28,6 | 65,2 | 14,1 | 6,1 | 0,5 | 0,5 | 16,5 |
| Carriera  | Carriera       | 96 | 88 | 34,2 | 54,5 | 35,0 | 69,6 | 12,9 | 4,0 | 0,9 | 0,4 | 18,2 |